# ニューヨーク水族館
ニューヨーク水族館（英語：New York Aquarium）は、アメリカ合衆国ニューヨークの水族館。

## 概要
元々は1896年に、マンハッタンのバッテリー・パーク内のキャッスル・ガーデンにオープンしたアメリカ最古の水族館である。1957年には、ブルックリンのコニーアイランドに移転している。水族館は、ニューヨーク近辺の4つの動物園も管理している野生動物保護協会（WCS）によって管理されている。
14エーカーの敷地があり、350種以上を飼育している。展示やイベント、及び研究などの活動をしており、海洋とそこにすむ生物の問題の認識をあげることを目的としている。

## 歴史

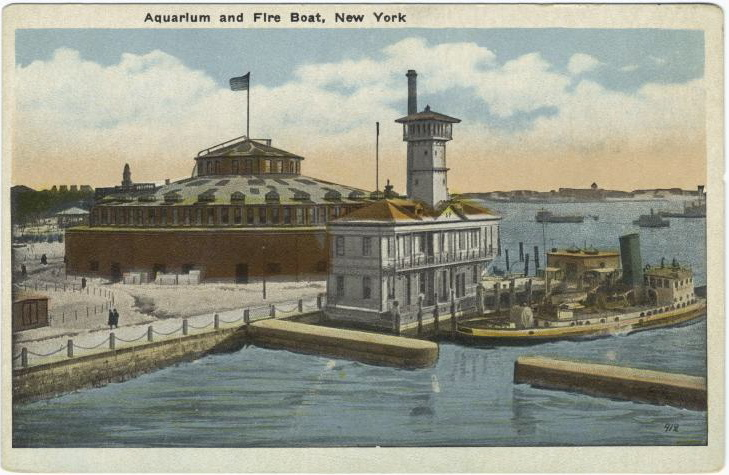
1923年以前のバッテリー・パークの水族館。左はクリントン城。

ニューヨーク水族館は、1896年12月10日に、バッテリー・パークのキャッスル・ガーデンにオープンした。初代館長は、魚の専門家であるターレトン・ホフマン・ビーン博士（期間：1895 - 1898）だった。1902年10月31日には、ニューヨーク動物学協会の管理下に入った。このときの展示品は、わずか150点ほどだった。その後、館長になったチャールズ・ハスキンズ・タウンゼントは、展示品を大幅に増加した。水族館には、年間何十万人もの観光客が訪れるようになった。
バッテリーパークにあった水族館は、1941年10月の初めに、ブルックリンとロウアーマンハッタンの間にトンネルを建設することになり、NYCパークスの委員のロバート・モーゼスの主張で閉鎖された。新しい水族館が、第二次世界大戦後に建設されるまで、海洋生物は、ブロンクス動物園に一時的に収容された。1957年6月6日、水族館はブルックリンのコニーアイランドに再びオープンした。
2015年春には、サメの展示が大幅に追加される予定である。